# 納姆瓦拉
15°45′S 26°26′E / 15.750°S 26.433°E
納姆瓦拉（英語：Namwala），是贊比亞的城鎮，位於該國南部，由南部省負責管轄，是納姆瓦拉縣的首府，處於卡福埃河南岸，距離卡富埃約200公里，海拔高度996米，2006年人口4,537。